# Coninckia circularis
Coninckia circularis är en rundmaskart som beskrevs av Gerlach 1956. Coninckia circularis ingår i släktet Coninckia och familjen Linhomoeidae. Arten är reproducerande i Sverige. Inga underarter finns listade i Catalogue of Life.